# Horní Olešnice

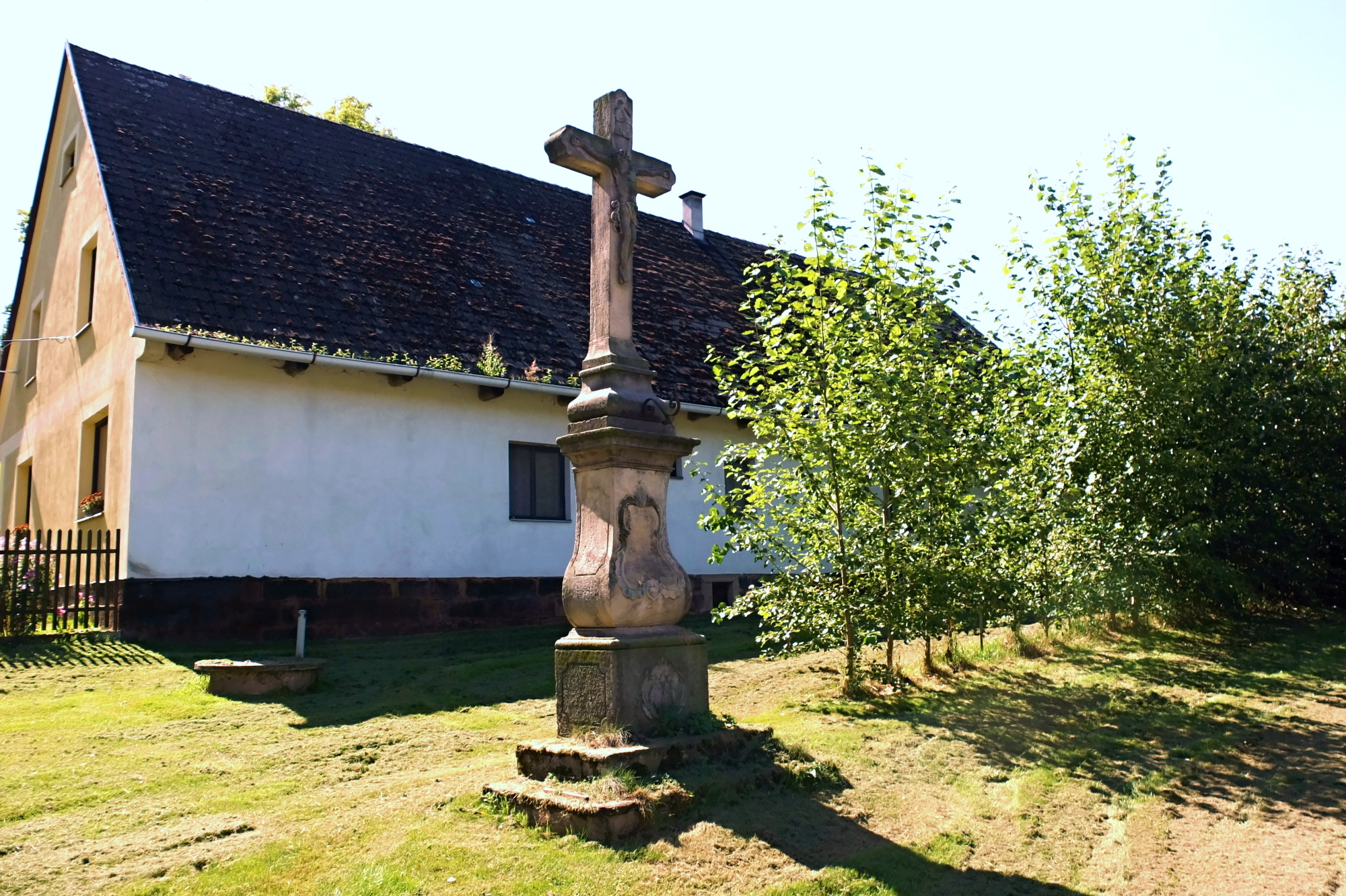
Horní Olešnice

Horní Olešnice (deutsch Ober Oels) ist eine Gemeinde in Tschechien. Sie liegt vier Kilometer südwestlich von Hostinné und gehört zum Okres Trutnov.

## Geographie
Horní Olešnice befindet sich nördlich des Königreichwaldes im Riesengebirgsvorland im Tal des Baches Kalenský potok. Zusammen mit den sich südöstlich anschließenden Prostřední Olešnice und Dolní Olešnice bildet der Ort ein langgestrecktes Waldhufendorf. Östlich erhebt sich die Rovně (471 m).
Nachbarorte sind Klášterská Lhota und Prosečné im Norden, Dobrá Mysl und Hostinné im Nordosten, Na Poště im Osten, Prostřední Olešnice und Dolní Olešnice im Südosten, Zadní Mostek, Mostek und Borovnička im Süden, Přední Ždírnice und Zadní Ždírnice im Südwesten, Čistá u Horek im Westen sowie Slemeno und Dolní Kalná im Nordwesten.

## Geschichte
Die erste Erwähnung der zur Herrschaft Miletín gehörigen provinciam Olesnich erfolgte im Jahre 1241, als Domoslava von Vchynice die Herrschaft mit Zustimmung König Wenzels I. dem Deutschen Ritterorden schenkte. Der Ortsname leitet sich vom Bach Kalenský potok der, der auch Olešnice genannt wird. Es wird angenommen, dass das Olešnice-Tal Ausgangspunkt der deutschen Kolonisation der Hostinnér Gegend war. Im Jahre 1325 wurde das Dorf als super Olesnycz und 1360 als Olesnycz bezeichnet. Noch im 14. Jahrhundert trat die Kommende das Dorf an die Herrschaft Hostinné ab und 1396 wurde es dann Olessnicz prope Hostina und 1493 zur Ölssen genannt. Im 16. Jahrhundert begann die Herausbildung mehrerer Dorfgemeinden im Olešnice-Tal. Die erste Erwähnung von Horní Olešnice erfolgte 1507 als olessniczy horzegssie und 1598 wurde Prostřední Olešnice als Gemein des Dorfes Öls die Mittlere erstmals genannt. Zumeist wurde jedoch das Dorf als Ganzes bezeichnet, so 1543 als Hostinske Olessniczy, 1565 als zur Böhmischen Oelse, 1595 als zur Öls, 1638 als Ölss, 1698 als Ahrnawer Ölße, 1743 als Elß sowie  1781 als Langen Elß. Im Jahre 1834 bestand Ober-Oels / Wolessnice hořenj bzw. Olessnice hořenj aus 61 Häusern, darunter einer Mühle, und hatte 393 Einwohner. Das sich anschließende Mittel-Oels / Wolessnice prostřednj umfasste 31 Häuser mit 214 Bewohnern. Beide Ortschaften lagen an der Schlesischen Straße und waren nach Nieder-Oels gepfarrt. Bis zur Mitte des 19. Jahrhunderts blieben die Dörfer der Herrschaft Arnau untertänig.
Nach der Aufhebung der Patrimonialherrschaften bildete Ober Oels / Horní Olešnice mit dem Ortsteil Mittel Oels / Prostřední Olešnice ab 1850 eine Gemeinde im Gerichtsbezirk Arnau bzw. im Bezirk Hohenelbe. Das deutschsprachige Dorf lag an der Sprachgrenze – Kalná, Ždírnice und Slemeno waren tschechischsprachig.
Im Jahre 1930 lebten in der Gemeinde 619 Menschen, 1939 waren es 598 Infolge des Münchner Abkommens wurde Ober Oels 1938 dem Deutschen Reich angeschlossen und gehörte bis 1945 zum Landkreis Hohenelbe. Nach dem Zweiten Weltkrieg kam der Ort, dessen Einwohnerschaft überwiegend aus Deutschen bestand, zur Tschechoslowakei zurück. Infolge der Vertreibung deutscher Bewohner ging die Einwohnerzahl ab 1946 stark zurück. Prostřední Olešnice verlor 1950 seinen Status als Ortsteil. Nach der Aufhebung des Okres Vrchlabí wurde Horní Olešnice mit Beginn des Jahres 1961 dem Okres Trutnov zugeordnet. Am 1. Januar 1989 erfolgte die Eingemeindung von Dolní Olešnice und Ždírnice. Dolní Olešnice löste sich am 1. September 1990 wieder los und bildet seither wieder eine eigene Gemeinde.
Die Gemeindefluren gelten als Mineralienfundstätte. In den Hügeln Na Rovních kommen Moosachat, Amethyst, Rauchquarz und Bergkristall vor. Aus den Ablagerungen der Auen werden böhmische Granaten geseift.

## Ortsgliederung
Die Gemeinde Horní Olešnice besteht aus den Ortsteilen Horní Olešnice und Ždírnice (Serenz). Sie setzt sich aus den Katastralbezirken Horní Olešnice (Ober Oels), Prostřední Olešnice (Mittel Oels), Přední Ždírnice (Vorder Serenz) und Zadní Ždírnice (Hinter Serenz) zusammen.

## Sehenswürdigkeiten
- Denkmalgeschütztes Gehöft Nr. 3
- Mehrere Nischenkapellen
- Gezimmerte Häuser mit Sandsteinmauerwerk in Volksbauweise